# 能吏
| ウィキペディアには「能吏」という見出しの百科事典記事はありません（タイトルに「能吏」を含むページの一覧/「能吏」で始まるページの一覧）。 代わりにウィクショナリーのページ「能吏」が役に立つかもしれません。 |